# Loudetiopsis baldwinii
Loudetiopsis baldwinii là một loài thực vật có hoa trong họ Hòa thảo. Loài này được (C.E.Hubb.) J.B.Phipps mô tả khoa học đầu tiên năm 1966.